# ورخنه‌بیک‌کوزینو
ورخنه‌بیک‌کوزینو (انگلیسی: Verkhnebikkuzino) یک شهرک در شهرستان کوگارچینسکی جمهوری باشقیرستان در کشور روسیه است.